# Lore Kutschera

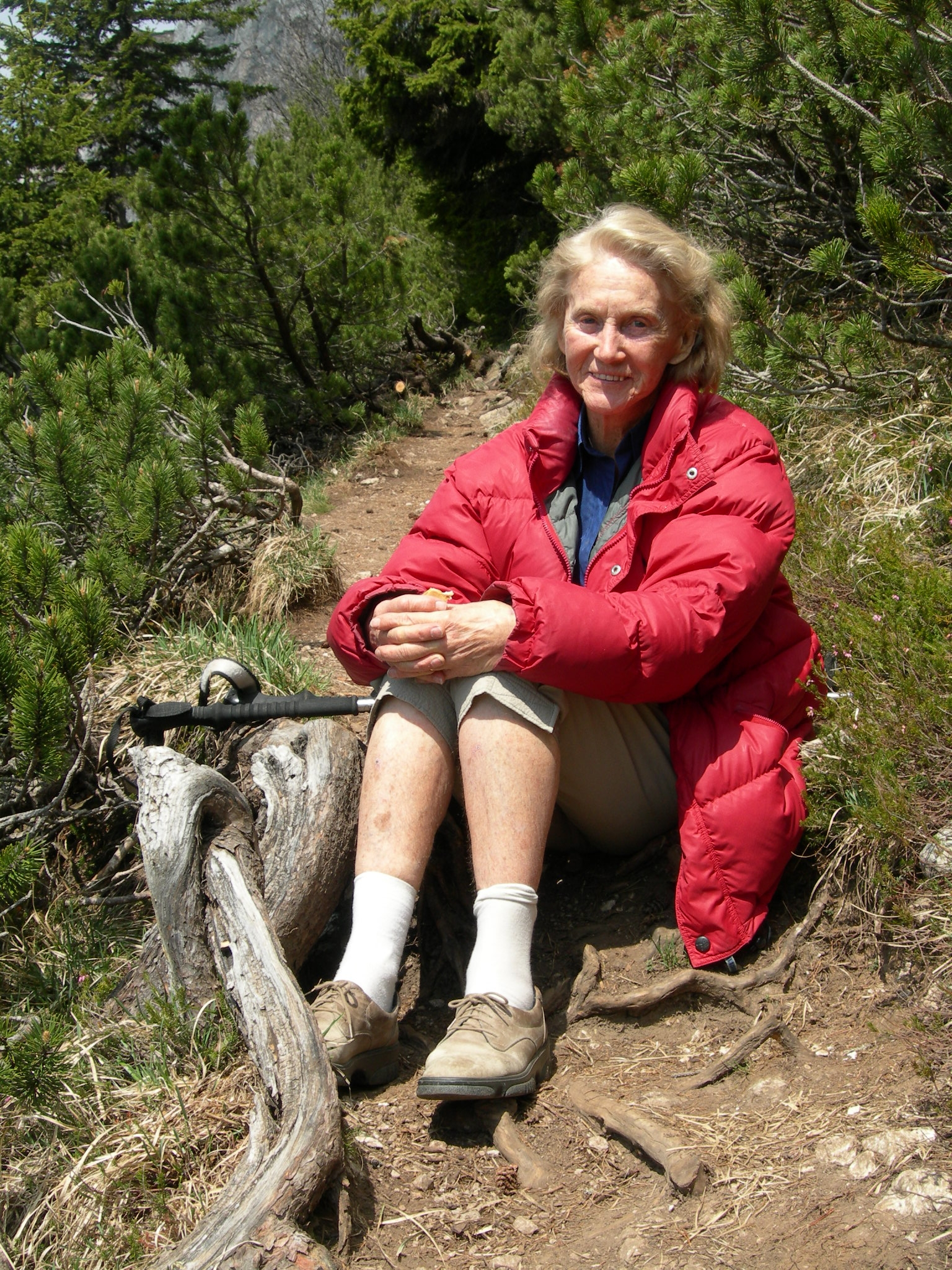
Lore Kutschera im Mai 2007

Lore Kutschera (* 14. September 1917 in Villach als Eleonore Belani; † 16. Oktober 2008 in Klagenfurt) war eine österreichische Botanikerin und international anerkannte Wurzelforscherin. Die von ihr herausgegebenen monumentalen Atlasbände über die Morphologie, Anatomie, Ökologie und räumliche Verteilung der Wurzeln im Boden gelten als wissenschaftliche Standardwerke. Durch ihr engagiertes Wirken bis ins hohe Alter hat sie dem interdisziplinären Gebiet der Wurzelforschung (Wurzelökologie) wegweisende Impulse gegeben. Unter ihrer Ägide wurde 1982 die International Society of Root Research gegründet.

## Leben
Lore Kutschera wurde am 14. September 1917 als Tochter des Hochbauingenieurs und Bauoberkommissärs der k.k. Staatsbahnen Eduard Belani (* 15. Jänner 1879) und dessen Ehefrau Eleonore (geborene Bitterlich; * 27. April 1881) in Villach geboren und am 27. September 1917 auf den Namen Eleonore getauft. Ihre Eltern hatten am 27. November 1906 geheiratet. Am 11. August 1928 wurde sie in Villach-St. Jakob gefirmt.
Sie besuchte das Gymnasium in Villach und bestand 1935 die Reifeprüfung. Im gleichen Jahr begann sie ein Studium der Landwirtschaft an der Hochschule für Bodenkultur in Wien, das sie 1939 mit der Graduierung zum Diplomingenieur erfolgreich beendete. Anschließend arbeitete sie als wissenschaftliche Hilfskraft am Institut für Angewandte Pflanzensoziologie in Villach. Hier betreute sie mit pflanzensoziologischen Methoden Versuche zur Verbesserung von Almstandorten. Am 9. Mai 1942 heiratete sie in ihrer Heimatstadt standesamtlich den Diplomingenieur Friedrich Wilhelm Kutschera, der als Soldat des Zweiten Weltkrieges 1945 für vermisst erklärt wurde. Zuletzt hatte sie von ihrem Mann, der Oberleutnant bei den Gebirgsjägern war, eine mit 12. April 1945 datierte Nachricht aus dem Raum südlich von Bologna erhalten. Rund vier Jahre zuvor war sie im November 1938 aus der katholischen Kirche ausgetreten.
Von 1945 bis 1953 war Lore Kutschera bei der Kärntner Landesregierung tätig, zunächst im Schuldienst und ab 1950 beim Landesplanungsamt. Ihre Aufgabe, das Gebiet des Keutschacher Moor-Seentals in Kärnten monographisch zu bearbeiten und zu kartieren sowie für dieses Gebiet einen Wirtschaftsplan zu erstellen, hat sie innerhalb von drei Jahren mit großem Engagement durchgeführt. 1953 gründete sie in Klagenfurt ein privates Pflanzensoziologisches Institut und beriet landwirtschaftliche Betriebe. Im Rahmen dieser Beratungstätigkeit galt ihr wissenschaftliches Interesse mehr und mehr den Pflanzenwurzeln.
1953 weilte Lore Kutschera zu einem Studienaufenthalt in den USA. An der Universität Nebraska lernte sie den Pflanzenökologen John Ernest Weaver kennen, einen der bedeutendsten Wurzelforscher seiner Zeit. Von ihm und anderen Botanikern erhielt sie nachwirkende Anregungen für ihre eigenen Forschungen. In den folgenden Jahren legte sie in Kärnten mit einer speziellen Ausgrabungstechnik die Wurzeln vieler landwirtschaftlicher Kulturpflanzen und Unkräuter frei und dokumentierte deren räumliche Verteilung im Boden in Abhängigkeit von den Standortfaktoren. Als Ergebnis dieser Studien erschien 1960 ihr Wurzelatlas mitteleuropäischer Ackerunkräuter und Kulturpflanzen, ein Handbuch, das ihren wissenschaftlichen Ruf als Wurzelforscherin begründete.
Seit 1961 leitete Lore Kutschera die neugegründete Abteilung für Botanik und Pflanzensoziologie an der Höheren Bundeslehr- und Forschungsanstalt Raumberg-Gumpenstein im steirischen Ennstal, damals „Bundesanstalt für alpenländische Landwirtschaft“. 1962 verlieh ihr die Hochschule für Bodenkultur in Wien den Doktorgrad. 1969 habilitierte sie sich am Botanischen Institut dieser Hochschule mit der Arbeit Ackergesellschaften Kärntens als Grundlage standortgemäßer Acker- und Grünlandwirtschaft. 1978 erfolgte ihre Ernennung zum außerordentlichen Professor. Am 31. Dezember 1982 schied sie aus dem Landes- und Hochschuldienst aus. Seitdem war sie in körperlicher und geistiger Frische weiterhin aktiv auf dem Gebiet der Wurzelforschung tätig.

## Forschung und Lehre
In Gumpenstein lag der Schwerpunkt der wissenschaftlichen Tätigkeit von Lore Kutschera auf dem Gebiet der angewandten Pflanzensoziologie, dem Kernkompetenzfeld der Grünlandlehre. Das galt auch für ihre Lehrtätigkeit an der Hochschule für Bodenkultur in Wien. Auf zahlreichen Exkursionen hat sie Studierende und Landwirte für aktuelle pflanzensoziologische Fragen begeistert. Angewandte Pflanzensoziologie war für sie vor allem zukunftsorientierte Ökosystemforschung, die in allen Gebieten des Landbaus, der Landschaftspflege und Landnutzung hineinreicht. Frühzeitig hat sie sich für den Umweltschutz eingesetzt und in mehreren Untersuchungen die schädlichen Auswirkungen von Luftschadstoffen und unsachgemäßer Ausbringung von Gülle auf das Wachstum von Grünlandpflanzen untersucht.
Für Lore Kutschera war Pflanzenforschung jedoch vor allem Wurzelforschung aber immer mit Blickrichtung auf die Gesamtpflanze. Dieses bis dahin wenig beachtete Teilgebiet der Botanik wurde nach 1960 ihr eigentliches wissenschaftliches Arbeitsfeld. In Gumpenstein fand sie die institutionellen Gegebenheiten für grundlegende Forschungsarbeiten zur Ökologie, Soziologie, Morphologie und Anatomie der Pflanzenwurzeln. Mehreren begeisterten Wissenschaftlern bot sie hier die Möglichkeit zur Mitarbeit. Ihr engster Mitarbeiter war Erwin Lichtenegger, der von den im Freiland ausgegrabenen Wurzelsystemen mit künstlerischer Präzision detailgetreue Feinstrichzeichnungen anfertigte und ab dem zweiten Band der Wurzelatlas-Reihe bei allen freigelegten Pflanzen auch deren oberirdischen Teile zeichnete. Bei den anatomischen Wurzeluntersuchungen unterstützte sie ihre langjährige Mitarbeiterin Monika Sobotik, ihre spätere Nachfolgerin an der Bundesanstalt Gumpenstein.
Alle wichtigen Ergebnisse ihrer Forschungsarbeiten über die Pflanzenwurzeln hat Lore Kutschera gemeinsam mit Erwin Lichtenegger und Monika Sobotik in einer monumentalen Wurzelatlas-Reihe veröffentlicht. Nach ihrem Erstlingswerk aus dem Jahre 1960 sind 1982 der Wurzelatlas mitteleuropäischer Grünlandpflanzen und 1992 zwei weitere Teilbände erschienen. 1997 folgte als fünfter Band die Bewurzelung von Pflanzen in verschiedenen Lebensräumen und 2002 als sechster Band der Wurzelatlas mitteleuropäischer Waldbäume und Sträucher. Als siebenter Band dieser Reihe erscheint 2009 der Wurzelatlas der Kulturpflanzen des Ackerlandes gemäßigter Gebiete mit Arten des Feldgemüsebaus. 
Diese sieben Bände mit ausführlicher Beschreibung der Untersuchungsmethoden und Techniken zur Herstellung der räumlichen und anatomischen Wurzelbilder gelten als einzigartige Dokumente der Wurzelforschung. In Rezensionen wurde diese Atlas-Reihe wiederholt als „Jahrhundertwerk der Wurzelforschung“ bezeichnet. Die meisten Bände enthalten umfangreiche Verzeichnisse mit den wichtigsten Veröffentlichungen der internationalen Wurzelforschung. Auch die von Lore Kutschera in wissenschaftlichen Fachzeitschriften publizierten Beiträge sind in diesen Bänden bibliographisch erschlossen. Hervorzuheben sind dabei ihre experimentellen Arbeiten zur Erklärung des Geotropismus der Wurzeln. Durch Beobachtungen von Pflanzenwurzeln an Standorten in unterschiedlichen Klimaregionen, aber auch durch Modellversuche konnte sie nachweisen, dass die Schwerkraft mit Hilfe der von ihr gesteuerten Wasserabgabe und -aufnahme das geotrope Krümmungswachstum der Wurzeln verursacht.
Im September 1982, zum Abschluss ihrer Tätigkeit an der Bundesanstalt für alpenländische Landwirtschaft in Gumpenstein, organisierte Lore Kutschera in Irdning einen mehrtägigen Wurzelkongress mit starker internationaler Beteiligung. Am letzten Tag dieses Kongresses wurde unter ihrer Ägide in Klagenfurt die Internationale Gesellschaft für Wurzelforschung (International Society of Root Research) gegründet und sie zur Vizepräsidentin gewählt. 1991 organisierte sie in Wien den dritten Weltkongress dieser disziplinübergreifenden Fachgesellschaft und publizierte einen umfangreichen Tagungsbericht. 
Auch im hohen Alter besuchte Lore Kutschera noch wissenschaftliche Tagungen, unternahm Forschungsreisen und hielt Vorträge. In den letzten Jahren arbeitete sie überwiegend an der Fertigstellung des siebenten Bandes ihrer Wurzelatlas-Reihe. Sie war Mitglied in mehreren botanischen Fachgesellschaften, über mehrere Jahrzehnte auch in der Gesellschaft für Pflanzenbauwissenschaften.

## NS-Zeit
Bereits 1933 trat Kutschera dem Bund Deutscher Mädel (BDM) bei und engagierte sich während ihres Studiums in der „Arbeitsgemeinschaft Nationalsozialistischer Studentinnen“. Sie galt in jungen Jahren als überzeugte Nationalsozialistin und übernahm eine Schlüsselrolle beim Aufbau und in der Führung des Landdienstes der Hitlerjugend in Österreich, noch vor dem „Anschluss“ 1938. 1942 heiratete sie den SS-Angehörigen Friedrich Wilhelm Kutschera, der 1945 als vermisst galt. Im November 1938 trat sie aus der katholischen Kirche aus. Nach dem Krieg wurde sie als „minderbelastet“ eingestuft und konnte ihre wissenschaftliche Karriere fortsetzen.

## Auszeichnungen (Auswahl)
- 1961: Theodor-Körner-Preis zur Förderung von Wissenschaft und Kunst
- 1991: Ehrenurkunde der Landeshauptstadt Klagenfurt für besondere Verdienste auf wissenschaftlichem Gebiet
- 1991: Goldene Medaille des Stadtsenats der Landeshauptstadt Klagenfurt
- 1996: Ehrenurkunde der Stadt Villach
- 1997: Ehrungen zum 80. Geburtstag: Wurzelausstellung des Biologiezentrums des Oberösterreichischen Landesmuseums Linz mit Überreichung einer von Franz Speta herausgegebenen Festschrift Wurzeln. Einblicke in verborgene Welten
- 2003: Ehrenmitglied des Naturwissenschaftlichen Vereins für Kärnten
- 2003: Kulturpreis des Landes Kärnten Würdigungspreis
- 2007: Ehrenzeichen des Landes Kärnten
- 2013: Benennung der Dr.-Lore-Kutschera-Straße in Klagenfurt
- 2018: Benennung des Lore-Kutschera-Wegs in Wien-Meidling

## Hauptwerke (Auswahl)
- Lore Kutschera: Wurzelatlas mitteleuropäischer Ackerunkräuter und Kulturpflanzen (= 1. Band der Wurzelatlas-Reihe). DLG-Verlag, Frankfurt am Main 1960.
- Lore Kutschera: Erfolgreiche Landwirtschaft durch Pflanzensoziologie. DLG-Verlag, Frankfurt am Main 1961.
- Lore Kutschera: Ackergesellschaften Kärntens als Grundlage standortgemäßer Acker- und Grünlandwirtschaft. Bundesversuchsanstalt für alpenländische Landwirtschaft, Gumpenstein 1966.
- Lore Kutschera: Wurzelökologie und ihre Nutzanwendung. Ein Beitrag zur Erforschung der Gesamtpflanze. Internationales Symposium vom 27. bis 29. September 1982 veranstaltet von der Bundesanstalt für alpenländische Landwirtschaft Gumpenstein. Herausgegeben von W. Böhm, L. Kutschera und E. Lichtenegger. Verlag der Bundesanstalt für alpenländische Landwirtschaft, Irdning 1983.
- Lore Kutschera, Erwin Lichtenegger, Monika Sobotik: Wurzelatlas mitteleuropäischer Grünlandpflanzen. Band 1 Monocotyledoneae (= 2. Band der Wurzelatlas-Reihe). Gustav Fischer Verlag, Stuttgart/New York 1982.
- Lore Kutschera, Erwin Lichtenegger, Monika Sobotik: Wurzelatlas mitteleuropäischer Grünlandpflanzen. Band 2. Pteridophyta und Dicotyledoneae (Magnoliopsida). Teil 1 Morphologie, Anatomie, Ökologie, Verbreitung, Soziologie, Wirtschaft (= 3. Band der Wurzelatlas-Reihe). Gustav Fischer Verlag, Stuttgart/Jena/New York 1992.
- Lore Kutschera, Monika Sobotik, Erwin Lichtenegger: Wurzelatlas mitteleuropäischer Grünlandpflanzen. Band 2 Pteridophyta und Dicotyledoneae (Magnoliopsida). Teil 2 Anatomie (= 4. Band der Wurzelatlas-Reihe). Gustav Fischer Verlag, Stuttgart/Jena/New York 1992.
- Lore Kutschera: Root Ecology and its Practical Application. A Contribution to the Investigation of the Whole Plant 2. Proceedings of the 3. ISRR-Symposium of the International Society of Root Research, 2. – 6. September 1991 in Wien (Austria). Edited by L. Kutschera, E. Hübl, E. Lichtenegger, H. Persson and M. Sobotik. Published by Verein für Wurzelforschung, Klagenfurt 1992.
- Lore Kutschera, Erwin Lichtenegger, Monika Sobotik, Dieter Haas: Die Wurzel das neue Organ. Ihre Bedeutung für das Leben von Weltwitschia mirabilis und anderer Arten der Namib sowie von Arten angrenzender Gebiete. Mit Erklärung des geotropen Wachstums der Pflanzen. Eigenverlag Pflanzensoziologisches Institut, Klagenfurt 1997.
- Lore Kutschera, Monika Sobotik (allgemeiner Teil), Erwin Lichtenegger unter Mitarbeit von Lore Kutschera, Monika Sobotik und Dieter Haas (spezieller Teil): Bewurzelung von Pflanzen in verschiedenen Lebensräumen (= Stapfia. Band 49; 5. Band der Wurzelatlas-Reihe). Herausgegeben vom OÖ. Landesmuseum, Linz 1997.
- Lore Kutschera, Erwin Lichtenegger: Wurzelatlas mitteleuropäischer Waldbäume und Sträucher (= 6. Band der Wurzelatlas-Reihe). Leopold Stocker Verlag, Graz/Stuttgart 2002.
- Lore Kutschera, Erwin Lichtenegger: Wurzelstation Lobau. Einladung in den Wurzelraum. Herausgegeben von der Magistratsabteilung 49 – Forstamt und Landwirtschaftsbetrieb der Stadt Wien, Wien 2005.
- Lore Kutschera, Erwin Lichtenegger, Monika Sobotik: Wurzelatlas der Kulturpflanzen gemäßigter Gebiete mit Arten des Feldgemüsebaues (= 7. Band der Wurzelatlas-Reihe). DLG-Verlag, Frankfurt am Main 2009.